# 고흥소방서
고흥소방서(高興消防署, Goheung Fire Station)는 전라남도 고흥군을 관할하는 전라남도 소방본부 산하의 소방서이다.
소방서장은 소방정으로 보한다.

## 조직
| - 소방과 - 소방계 - 장비계 | - 방호구조과 - 방호구조계 - 예방안전계 | - 현장대응단 - 진압팀 - 조사지원팀 - 119구조대 |

## 연혁
- 1990년 4월 25일 순천소방서 고흥파출소개소
- 1994년 6월 24일 순천소방서 도양파출소개소
- 1998년 5월 30일 관할구역조정 순천소방서→보성소방서
- 1998년 6월 30일 고흥,도양파출소(보성소방서 관할)
- 2007년 7월 1일 119안전센터명칭변경 고흥,도양
- 2014년 8월 1일 보성소방서 고흥119구조대발대
- 2017년 5월 4일 고흥소방서개서
- 2018년 1월 25일 고흥소방서 과역119안전센터개소

## 역대서장
- 제1대 구천회(초대서장)
- 제2대 남정열
- 제3대 박상진
- 제4대 문병운
- 제5대 서승호

## 관할센터 및 관할구역
고흥소방서는 3개의 119안전센터와 1개의 구조대를 산하에 두고 있다.
| 명칭                 | 사진 | 주소                 | 관할구역                                                       | 지역대                                                  |
| -------------------- | ---- | -------------------- | -------------------------------------------------------------- | ------------------------------------------------------- |
| 고흥119안전센터      |      | 풍양면 고흥로 1330   | 고흥읍, 도화면, 포두면, 점암면, 두원면, 동일면, 봉래면, 풍양면 | 봉래119지역대 포두119지역대 도화119지역대 두원119지역대 |
| 과역119안전센터      |      | 과역면 과역로 974    | 과역면, 대서면, 동강면, 영남면, 남양면                         | 대서119지역대 동강119지역대                             |
| 도양119안전센터      |      | 도양읍 녹동신항5길 4 | 도양읍, 도덕면, 금산면                                         | 금산119지역대 도덕119지역대                             |
| 고흥소방서 119구조대 |      | 풍양면 고흥로 1330   | 고흥소방서 관할구역 전역                                       |                                                         |

## 같이 보기
- 대한민국 소방청
- 대한민국의 소방
- 소방관 계급